# Liste de fortifications en Finlande
Cette liste de fortifications en Finlande recense les fortifications de Finlande, à l'exception des collines fortifiées qui bénéficient d'une liste dédiée.

## Liste
| Nom                         | Lieu                    | Coordonnées                  | État  | Image |
| --------------------------- | ----------------------- | ---------------------------- | ----- | ----- |
| Liedon Vanhalinna           | Lieto                   | 60° 29′ 12″ N, 22° 22′ 37″ E | [ 1 ] |       |
| Iso Linnanmäki              | Porvoo                  | 60° 23′ 59″ N, 25° 39′ 07″ E | [ 1 ] |       |
| Rapolan muinaislinna        | Valkeakoski (Sääksmäki) | 61° 12′ 20″ N, 24° 03′ 25″ E | [ 1 ] |       |
| Junkarsborg                 | Raasepori               | 60° 09′ 12″ N, 23° 47′ 09″ E | [ 1 ] |       |
| Hakastaron linna            | Salo                    | 60° 21′ 58″ N, 23° 08′ 26″ E | [ 1 ] |       |
| Hakoisten linna             | Janakkala               | 60° 52′ 39″ N, 24° 35′ 14″ E | [ 1 ] |       |
| Turun linna                 | Turku                   | 60° 26′ 07″ N, 22° 13′ 43″ E | [ 2 ] |       |
| Vartiokylän linnavuori      | Helsinki                | 60° 13′ 14″ N, 25° 07′ 13″ E | [ 1 ] |       |
| Kastelholma                 | Sund                    | 60° 13′ 59″ N, 20° 04′ 50″ E | [ 3 ] |       |
| Liinmaan linna              | Eurajoki                | 61° 13′ 04″ N, 21° 36′ 33″ E | [ 1 ] |       |
| Hämeen linna                | Hämeenlinna             | 61° 00′ 13″ N, 24° 27′ 35″ E | [ 4 ] |       |
| Kokemäen linna              | Kokemäki                | 61° 16′ 28″ N, 22° 18′ 10″ E | [ 1 ] |       |
| Korsholman linna            | Vaasa                   | 63° 04′ 10″ N, 21° 43′ 16″ E | [ 1 ] |       |
| Raaseporin linna            | Raasepori (Snappertuna) | 59° 59′ 30″ N, 23° 39′ 04″ E | [ 3 ] |       |
| Husholmenin linna           | Porvoo                  | 60° 24′ 10″ N, 25° 51′ 27″ E | [ 1 ] |       |
| Aborchin linna              | Satakunta               |                              | [ 1 ] |       |
| Wartholm                    | Uusimaa                 |                              |       |       |
| Stenbergan linna            | Masku                   | 60° 32′ 05″ N, 22° 00′ 19″ E | [ 1 ] |       |
| Högholmenin linnasaari      | Kemiönsaari (Hiittinen) | 59° 53′ 30″ N, 22° 31′ 51″ E | [ 1 ] |       |
| Kuusiston linna             | Kaarina (Kuusisto)      | 60° 24′ 28″ N, 22° 28′ 29″ E | [ 3 ] |       |
| Sipoonlinna                 | Sipoo                   | 60° 17′ 32″ N, 25° 19′ 10″ E | [ 1 ] |       |
| Olavinlinna                 | Savonlinna              | 61° 51′ 50″ N, 28° 54′ 03″ E | [ 5 ] |       |
| Orivirran saarto            | Savonlinna (Savonranta) | 62° 09′ 30″ N, 29° 13′ 14″ E | [ 1 ] |       |
| Bullerborg                  | Imatra (Jääski)         | 61° 11′ 01″ N, 28° 47′ 07″ E | [ 1 ] |       |
| Tammisaaren Linnanmäki      | Raasepori (Tammisaari)  | 59° 58′ 36″ N, 23° 26′ 10″ E | [ 1 ] |       |
| Oulun linna                 | Oulu                    | 65° 01′ 02″ N, 25° 28′ 05″ E | [ 6 ] |       |
| Kajaanin linna              | Kajaani                 | 64° 13′ 45″ N, 27° 43′ 58″ E | [ 3 ] |       |
| Brahelinna                  | Mikkeli (Ristiina)      | 61° 29′ 50″ N, 27° 16′ 20″ E | [ 3 ] |       |
| Lappeenrannan linnoitus     | Lappeenranta            | 61° 03′ 57″ N, 28° 11′ 00″ E | [ 3 ] |       |
| Ryssön linnoitus            | Loviisa (Pernaja)       | 60° 28′ 31″ N, 25° 58′ 04″ E | [ 3 ] |       |
| Haminan linnoitus           | Hamina                  | 60° 34′ 17″ N, 27° 12′ 01″ E | [ 3 ] |       |
| Suomenlinna                 | Helsinki                | 60° 08′ 50″ N, 24° 59′ 11″ E | [ 7 ] |       |
| Loviisan linnoitus          | Loviisa                 | 60° 27′ 44″ N, 26° 14′ 17″ E | [ 3 ] |       |
| Svartholman linnoitus       | Loviisa                 | 60° 22′ 46″ N, 26° 17′ 56″ E | [ 3 ] |       |
| Taavetin linnoitus          | Luumäki                 | 60° 55′ 21″ N, 27° 33′ 27″ E | [ 3 ] |       |
| Kärnäkosken linnoitus       | Savitaipale             | 61° 15′ 44″ N, 27° 42′ 40″ E | [ 3 ] |       |
| Järvitaipaleen linnoitus    | Savitaipale             | 61° 05′ 37″ N, 27° 14′ 22″ E | [ 3 ] |       |
| Utin linnoitus              | Kouvola (Valkeala)      | 60° 53′ 22″ N, 26° 53′ 54″ E | [ 3 ] |       |
| Liikkalan linnake           | Kouvola (Sippola)       | 60° 42′ 20″ N, 27° 00′ 06″ E | [ 3 ] |       |
| Kyminlinna                  | Kotka (Kymi)            | 60° 30′ 18″ N, 26° 53′ 09″ E | [ 3 ] |       |
| Ruotsinsalmen merilinnoitus | Kotka                   | 60° 26′ 30″ N, 26° 58′ 25″ E | [ 3 ] |       |
| Hangon linnoitus            | Hanko                   | 59° 48′ 03″ N, 22° 56′ 37″ E | [ 3 ] |       |
| Bomarsundin linnoitus       | Sund                    | 60° 12′ 44″ N, 20° 14′ 18″ E | [ 8 ] |       |
| Ligne Mannerheim            | Russie                  | 60° 30′ N, 29° 25′ E         |       |       |